# Гиосциамин
Гиосциамин C17H23NO3 (фр. и англ. Hyoscyamine, нем. Hyoscyamin) — алкалоид, входящий в состав атропина (один из изомеров рацематической смеси), действующее начало атропина, M-холиноблокатор, встречается в семенах и соке белены (Hyoscyamus Niger) и других видов рода Hyoscyamus, в семенах белладонны (Atropa belladonna) и дурмана (Datura stramonium), в листьях и стволе Duboisia myoporoides, в корневище Scopolia japonica и Scopolia carniolica. Содержание его в семенах достигает 0,5 %.
Для получения гиосциамина семена белены извлекают кипящим 90 % спиртом, подкисленным винной кислотой, из вытяжки спирт отгоняют; верхний, зеленый, маслянистый слой оставшейся жидкости взбалтывают с разбавленной серной кислотой, кислую вытяжку почти нейтрализуют поташом, фильтруют и выпаривают до сиропообразной густоты. По прибавлении спирта осаждается серно-калиевая соль, которую отделяют, а остаток, по отгонке спирта, извлекают хлороформом в присутствии поташа. Из хлороформа гиосциамин снова извлекают серной кислотой, сернокислую соль очищают животным углем, разлагают мелом и гиосциамин извлекают окончательно хлороформом (Дюкенель). Чистый гиосциамин кристаллизуется в блестящих иголочках (из разбавленного спирта) или призмах (из хлороформа), плавится при 108,5°, спиртовой раствор его вращает влево — [ α ]D = 21°. Подобно атропину, гиосциамин действует расширяющим образом на зрачок глаза. При продолжительном нагревании выше точки плавления (Шмидт) или при действии едких щелочей на его спиртовой раствор (Виль и Бредиг) гиосциамин переходит в атропин, который, по Ладенбургу, стоит в том же отношении к гиосциамину, как виноградная кислота к винной. При энергичном действии кислот, или едких щелочей, гиосциамин дает те же продукты, что атропин (Ладенбург).

## Фармакологические свойства
В медицине употребляется чистый, кристаллический и аморфный, представляющий собой бурый остаток, после выделения кристаллического гиосциамина. Его физиологическое действие на глаза и сердце очень сходно с действием атропина, на нервную систему влияет угнетающе, почему нередко употребляется в разных препаратах, как успокаивающее боли и в психиатрии. Чистый кристаллический гиосциамин употребляется внутрь в очень малых дозах, от 0,001 до 0,003 г; снаружи в каплях глазных и др. Наиболее рекомендуется сернокислая соль гиосциамина (Hyosciaminum sulfuricum purum). В российской фармацевтике гиосциамин и его соли не принадлежали к официальным препаратам, но входили в состав многих обязательных для аптек средств: extractum Hyosciami (экстракт листьев белены), самые семена и листья белены; oleum Hyosciami (беленное масло), мазь и пластырь с экстрактом белены (unguentum et emplastrum Hyosciami).
Гиосциамин, как и прочие алкалоиды атропинового ряда, является неселективным блокатором м-холинорецепторов.
Снижает секрецию желез желудка, слюнных желез, желез слизистой оболочки глотки, трахеи, бронхов, потовых желез. Уменьшает тонус и моторику гладкой мускулатуры желудочно-кишечного тракта, понижает тонус бронхов, желчевыводящих путей, мочевыводящих путей. Повышает частоту сокращений сердца и сердечный выброс. Вызывает расширение зрачков, повышение внутриглазного давления, паралич аккомодации.
Показания: спазм мочевыводящих путей, цистит, почечная колика, синдром раздраженной толстой кишки, спастический колит, мукозный колит, острый энтероколит, желчная колика; язвенная болезнь желудка и двенадцатиперстной кишки, пилороспазм, холелитиаз, холецистит, острый панкреатит, гиперсаливация; бронхиальная астма, для предупреждения бронхо- и ларингоспазма; атриовентрикулярная блокада; отравления м-холиномиметиками (мухомор), ингибиторами ацетилхолинэстеразы.
Противопоказания: глаукома, обструктивные состояния ЖКТ и мочевыводящих путей, атония кишечника, острый язвенный колит, токсический мегаколон при язвенном колите, артериальная гипотензия, острое кровотечение, миастения, повышенная чувствительность к гиосциамину, тахиаритмии.
С осторожностью применяют у пациентов с полиневропатией, гипертиреозом, ИБС, аритмиями, тахикардией, артериальной гипертензией, хронической сердечной недостаточностью, заболеваниями почек, а также при диафрагмальной грыже в сочетании с рефлюкс-эзофагитом.
Симптомы отравления: сердцебиение, сухость во рту, рвота, гипертермия, расплывчатое зрение, боль в глазах, расширение зрачков и слабая их реакция на свет, светобоязнь, эйфория, спутанность сознания и галлюцинации (вплоть до развития делириозного состояния). Возможно возникновение тахиаритмий, наступление комы и смерти.